# 孙兆通
孙兆通（1944年1月—），生于山东招远，中华人民共和国政治人物、外交官。
1973年毕业于北京外国语学院法语系。2002年，接替冀敬义，担任中华人民共和国驻尼日尔大使。2005年，由陈公来接任。